# 马努瓦尔河畔圣洛朗
马努瓦尔河畔圣洛朗（法語：Saint-Laurent-sur-Manoire，法語發音：[sɛ̃ loʁɑ̃ syʁ manwaʁ]）是法国多尔多涅省的一个旧市镇，属于佩里格区。2016年1月1日，马努瓦尔河畔圣洛朗和相邻的另外2个市镇合并为新市镇布拉扎克-伊勒-马努瓦尔（Boulazac Isle Manoire）。

## 地理
马努瓦尔河畔圣洛朗（45°8'52"N, 0°47'43"E）面积10.44 平方千米，位于法国新阿基坦大区多爾多涅省，该省份为法国西南部内陆省份，是法國本土面积第三大的省，大致对应佩里戈尔地区，北起顺时针与夏朗德省、上维埃纳省、科雷兹省、洛特省、洛特-加龙省、吉倫特省和滨海夏朗德省接壤。
与马努瓦尔河畔圣洛朗接壤的市镇（或旧市镇、城区）包括：布拉扎克、巴西亚克、埃利亚克、圣玛丽德希尼亚克、马尔萨内、阿蒂尔。

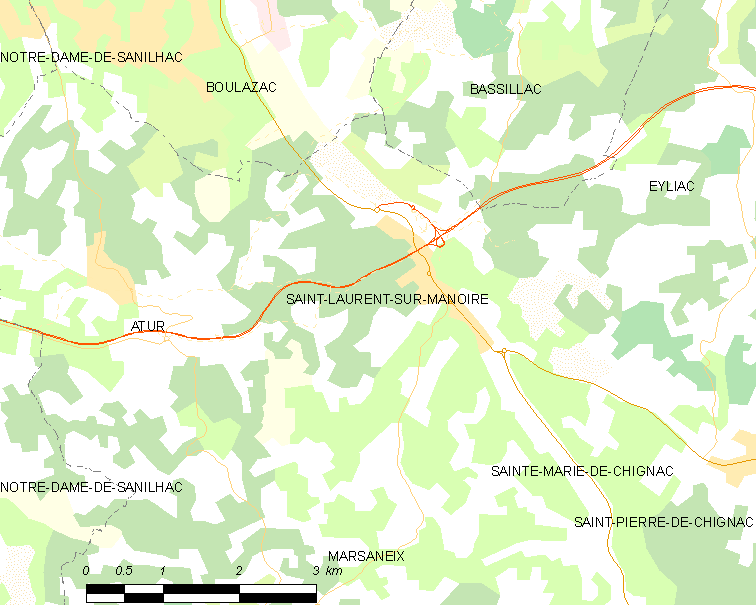
马努瓦尔河畔圣洛朗的OSM定位图

马努瓦尔河畔圣洛朗的时区为UTC+01:00、UTC+02:00（夏令时）。

## 行政
马努瓦尔河畔圣洛朗的邮政编码为24330，INSEE市镇编码为24439。

## 政治
马努瓦尔河畔圣洛朗所属的省级选区为伊勒-马努瓦尔县。

## 人口

1962-2008年间马努瓦尔河畔圣洛朗人口变化图示

马努瓦尔河畔圣洛朗于2018年1月1日时的人口数量为1021人。